# Gregorio Víctor Amunátegui

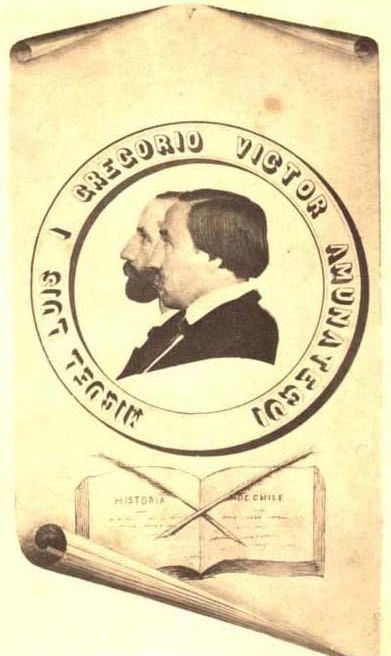
Imatge dels Germans Amunátegui.

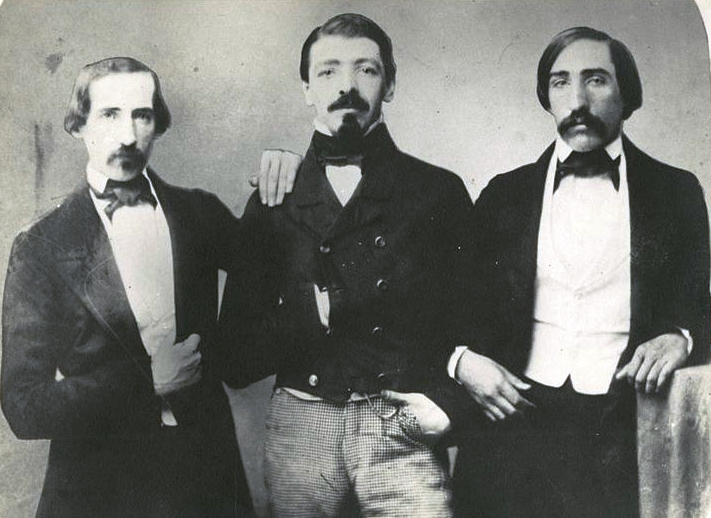
Miguel Luis Amunátegui, Domingo Santa María i Gregorio Víctor Amunátegui el 1848.

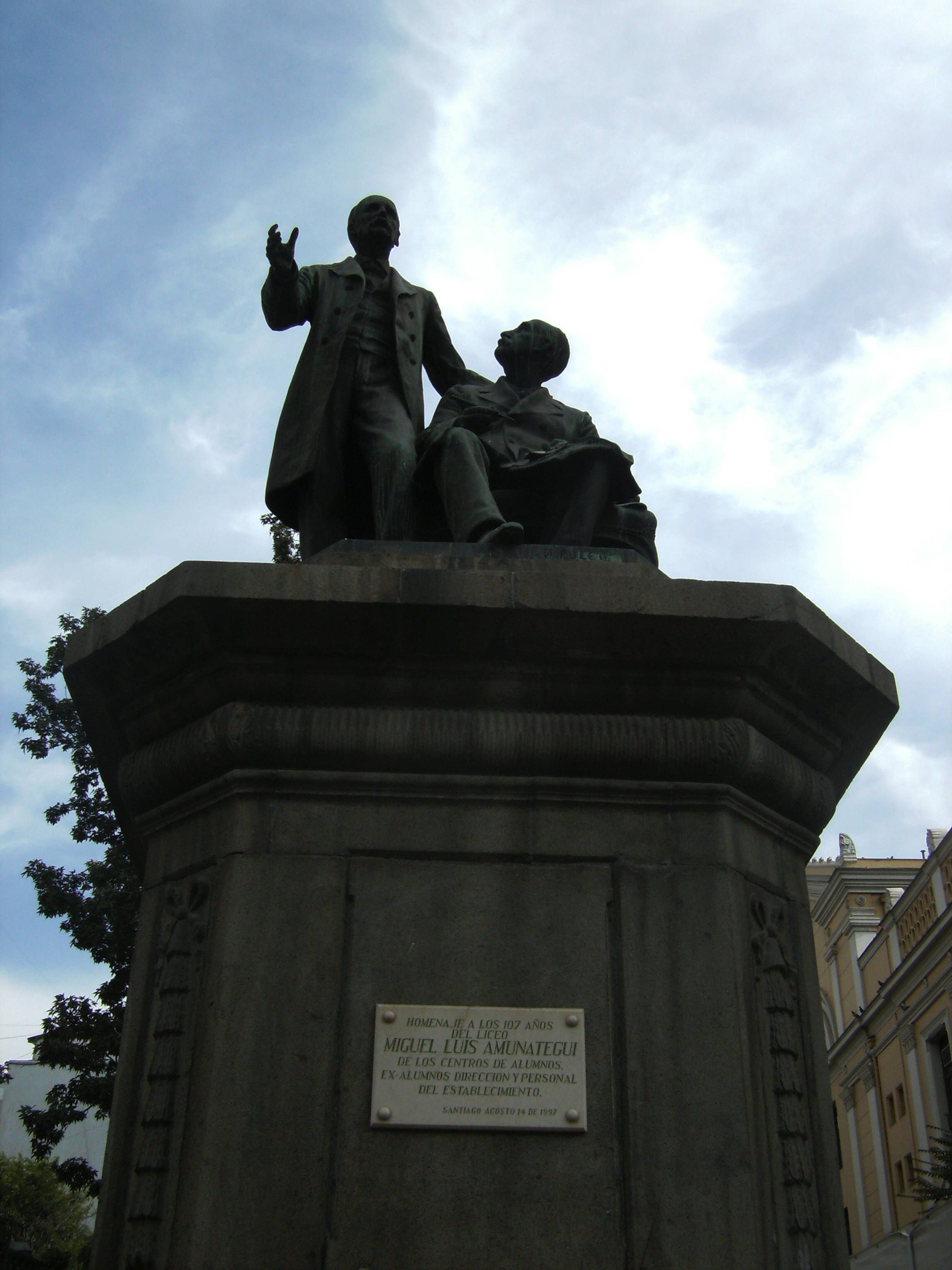
Estàtua dels Germans Amunátegui, obra de Denys Puech, a un costat de la Casa Central de la Universitat de Xile.

Gregorio Víctor Amunátegui Aldunate (1830-1899) fou un historiador xilè del segle xix, considerat l'hereu intel·lectual del savi xilè-veneçolà Andrés Bell. Junt amb el seu germà Miguel Luis Amunátegui Aldunate (1828-1888) foren coneguts com els Germans Amunátegui.
Era fill de José Domingo Amunátegui Muñoz i Carmen Aldunate Irarrázaval. Va tenir altres germans a més de Miquel Luis, entre els quals va destacar Manuel Amunátegui Aldunate (1835-1892), qui no obstant això no va ser historiador i es va centrar en l'activitat judicial.
Promovien la importància de l'educació primària associant la idea de progrés a l'expansió de l'educació pública.
El President Germán Riesco, en conjunt amb els veïns de Santiago, va fer erigir un monument en el seu honor, obra de l'escultor francès Denys Puech, avui instal·lat en el frontis de la Universitat de Xile.

## Obres
Junt amb el seu germà:
- La reconquista española: apuntes para la Historia de Chile: 1814-1817 (1851)
- Una conspiración en 1780 (1853)
- De la instrucción primaria en Chile: lo que es y lo que debe ser (1853), considerada fonamental per la seva transcendència.

Junts van guanyar amb diverses memòries els certàmens de la Facultat d'Humanitats de la Universitat de Xile, en els anys 1850, 1852 i 1853, aquest últim any amb l'obra De la instrucción primaria en Chile.
Gregorio Víctor Amunátegui:
- Estudio filológico de la lengua latina
- La isla de Juan Fernández (1852)
- La reconquista española: 1814-1817 (1852)
- Poesías y poemas americanos (1861)
- Pedro de Oña (1862)
- El Arauco domado (1862)
- Vida del Capitán Fernando Álvarez de Toledo (1866)
- Biografía de don Manuel Antonio Tocornal (1869)